# 13e étape b du Tour de France 1935
Pour un article plus général, voir Tour de France 1935.
La 13e étape b du Tour de France 1935 s'est déroulée le 18 juillet.
Il s'agit d'une demi-étape contre-la-montre par équipe qui relie Nîmes (Gard) à Montpellier (Hérault), au terme d'un parcours de 56 kilomètres.
Le Français Georges Speicher et l'équipe de France gagnent l'étape tandis que le Belge Romain Maes conserve la tête du classement général.

## Déroulement de la course
L'équipe belge emmenés par le maillot jaune Romain Maes s’élancent en premiers puis, de 5’ en 5’, deux groupes de touristes-routiers, puis les équipes italienne, allemande, espagnole accompagnés par les individuels suisses, et enfin française.
À mi-course, les Belges possèdent 10’’ d’avance sur les Français mais ces derniers, s’imposent à 44,171 km/h de moyenne, 27’’devant les Belges, 1’30’’ devant les Italiens. C'est Georges Speicher qui franchit en tête la ligne d’arrivée à Montpellier.

## Classements

### Classement de l'étape
| \| Classement de l'étape \| Classement de l'étape \| Classement de l'étape \| Classement de l'étape \| Classement de l'étape \| \| Coureur \| Coureur \| Pays \| Équipe \| Temps \| \| --------------------- \| --------------------- \| --------------------- \| --------------------- \| --------------------- \| |         |      |        |       |
| |         |      |        |       |
| |         |      |        |       |
| Classement de l'étape |         |      |        |       |
| Coureur | Coureur | Pays | Équipe | Temps |

### Classement général à l'issue de l'étape
| \| Classement général \| Classement général \| Classement général \| Classement général \| Classement général \| \| Coureur \| Coureur \| Pays \| Équipe \| Temps \| \| ------------------ \| ------------------ \| ------------------ \| ------------------ \| ------------------ \| |         |      |        |       |
| |         |      |        |       |
| |         |      |        |       |
| Classement général |         |      |        |       |
| Coureur | Coureur | Pays | Équipe | Temps |